# Championnat d'Angleterre de football de deuxième division 1897-1898
Navigation
Édition précédente Édition suivante
La saison 1897-1898 est la sixième saison du championnat d'Angleterre de football de deuxième division. Les deux premiers du championnat se retrouvent avec les deux derniers de First Division dans un mini championnat dans lequel les deux premiers obtiennent une place en première division.
Le Burnley FC remporte la compétition, le club termine également les test matches à la deuxième place et est promu en première division. Le vice-champion, Newcastle United termine à la troisième place des test matches et devait rester en deuxième division, mais une réforme qui augmente le nombre de participants en première et deuxième division pour la prochaine saison rend caduque les test matches, car tous les clubs sont finalement admis en première division. Le meilleur buteur est Henry Boyd avec 23 buts pour Newton Heath.

## Compétition
La victoire est à deux points, un match nul vaut un point.

### Classement
| Rang | Équipe               | Pts | J  | G  | N | P  | Bp | Bc | Diff |
| ---- | -------------------- | --- | -- | -- | - | -- | -- | -- | ---- |
| 1    | Burnley FC R         | 48  | 30 | 20 | 8 | 2  | 80 | 24 | +56  |
| 2    | Newcastle United     | 45  | 30 | 21 | 3 | 6  | 56 | 52 | +4   |
| 3    | Manchester City      | 39  | 30 | 15 | 9 | 6  | 66 | 36 | +30  |
| 4    | Newton Heath         | 38  | 30 | 16 | 6 | 8  | 64 | 35 | +29  |
| 5    | Woolwich Arsenal     | 37  | 30 | 16 | 5 | 9  | 69 | 49 | +20  |
| 6    | Small Heath          | 36  | 30 | 16 | 4 | 10 | 58 | 50 | +8   |
| 7    | Leicester Fosse      | 33  | 30 | 13 | 7 | 10 | 46 | 35 | +11  |
| 8    | Luton Town P         | 30  | 30 | 13 | 4 | 13 | 68 | 50 | +18  |
| 9    | Gainsborough Trinity | 30  | 30 | 12 | 6 | 12 | 50 | 54 | -4   |
| 10   | Wallsall FC          | 29  | 30 | 12 | 5 | 13 | 58 | 58 | 0    |
| 11   | Blackpool FC         | 25  | 30 | 10 | 5 | 15 | 49 | 61 | -12  |
| 12   | Grimsby Town         | 24  | 30 | 10 | 4 | 16 | 52 | 62 | -10  |
| 13   | Burton Swifts        | 21  | 30 | 8  | 5 | 17 | 38 | 69 | -31  |
| 14   | Lincoln City         | 17  | 30 | 6  | 5 | 19 | 43 | 82 | -39  |
| 15   | Darwen FC            | 14  | 30 | 6  | 2 | 22 | 31 | 76 | -45  |
| 16   | Loughborough FC      | 14  | 30 | 6  | 2 | 22 | 24 | 87 | -63  |

|  | Vainqueur de la deuxième division et matchs de barrage pour l'accession |
|  | Qualifié pour les matchs de barrage pour l'accession                    |
|  | Relégation                                                              |

- Pas de relégation cette saison pour passer à un championnat à 18 équipes la prochaine saison.

### Test matches
Les deux derniers de la première division affrontent les deux premiers de la deuxième division. Les équipes d'une même division ne se rencontrent pas, les deux premiers du classement obtiennent une place en première division.
| Rang | Équipe           | Pts | J | G | N | P | Bp | Bc | Diff |
| ---- | ---------------- | --- | - | - | - | - | -- | -- | ---- |
| 1    | Stoke FC         | 5   | 4 | 2 | 1 | 1 | 4  | 2  | +2   |
| 2    | Burnley          | 5   | 4 | 2 | 1 | 1 | 5  | 3  | +2   |
| 3    | Newcastle United | 4   | 4 | 2 | 0 | 2 | 9  | 6  | +3   |
| 4    | Blackburn Rovers | 2   | 4 | 1 | 0 | 3 | 5  | 12 | -7   |

- Newcastle United - Stoke 2-1
- Blackburn Rovers - Burnley 1-3
- Burnley - Blackburn Rovers 2-0
- Stoke - Newcastle United 1-0
- Burnley - Stoke 0-2
- Blackburn Rovers - Newcastle United 4-3
- Newcastle United - Blackburn Rovers 4-0
- Stoke - Burnley 0-0

Finalement les test matches n'ont servi à rien, comme il a été décidé en fin de saison de porter la première division à 18 équipes, donc tous les participants sont admis en First Division.